# ГЕС Рібейрадіу-Ерміда
ГЕС Рібейрадіу-Ерміда (порт. Barragens de Ribeiradio e Ermida) — гідроелектростанція у центральній частині Португалії. Розташована на річці Вога, яка тече з гір Serra da Lapa в Атлантичний океан.
Основною греблею проекту, реалізованого у 2010—2015 роках, стала Рібейрадіу. Це бетонна гравітаційна споруда висотою 74 метри та довжиною 262 метри, яка утримує водосховище об'ємом 135 млн м3. Машинний зал розташований безпосередньо нижче греблі у шахті глибиною 27 метрів та діаметром 23 метри, вода до якої подається по галереї діаметром 5,5 метра. Тут встановлено одну турбіну типу Френсіс потужністю 77 МВт, що працює при напорі 65 метрів.
За 4 км нижче по течії створено балансуючий резервуар Ерміда об'ємом 3 млн м3, який утримує бетонна гравітаційна греблі висотою 35 метрів та довжиною 175 метрів. При ній розмістили малу електростанцію із двома турбінами по 3,3 МВт.
Загальне виробництво електроенергії комплексом Рібейрадіу-Ерміда має становити 139 млн кВт-год електроенергії на рік.
Під час спорудження комплексу використали 375 тис. м3 бетону та виконали земляні роботи в об'ємі 0,6 млн м3. Вартість проекту перевищила 200 млн євро.
Зв'язок з енергосистемою здійснюється по ЛЕП, що працює під напругою 60 кВ.